# Poule de Minorque
Pour les articles homonymes, voir Minorque.
La poule de Minorque est une race de poule domestique.
C'est une volaille de type méditerranéen, de taille moyenne, forte, vigoureuse, au port élancé, au dos incliné et à la queue portée moyennement haute.
Son originalité est dans ses oreillons qui sont grands, ovales et bien blancs.

## Origine
Ce serait au XVIIIe siècle que les Anglais introduisirent chez eux cette volaille noire en provenance de l'Île de Minorque. Elle fut également dénommée "Espagnole à face rouge", mais seul le nom de Minorque a persisté et elle est connue sous ce nom dans le monde entier.
Il paraît que son volume fut augmenté par l'apport de sang de Croad-Langshan. Elle intervient ensuite dans la création d'autres races comme l'orpington noire et l'andalouse bleue, etc.

## Standard
- Crête : simple ;
- Oreillons : blancs ;
- Couleur des yeux : noirs ;
- Couleur de la peau : blanche ;

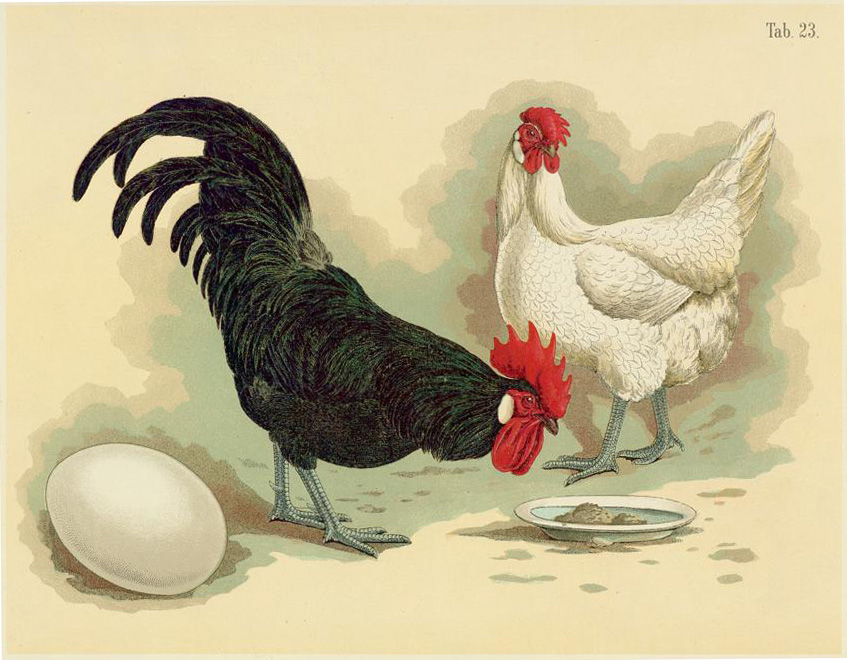
Poule et coq de Minorque

- Couleur des tarses : ardoise foncé ;
- Variétés de plumage : noir, blanc, bleu, barré, fauve ;

Grande race :
- Poids idéal : Coq : env. de 3,4 kg ; Poule : env. 3 kg ;
- Œufs à couver : min. 60 g, coquille blanche ;
- Diamètre des bagues : Coq : 20 mm ; Poule : 18 mm ;

Naine :
La forme naine a été fixée en Allemagne et en Angleterre.
- Poids idéal : Coq : 900 g ; Poule : 800 g ;
- Œufs à couver : min. 35 g, coquille blanche ;
- Diamètre des bagues : Coq : 14 mm ; Poule : 12 mm ;

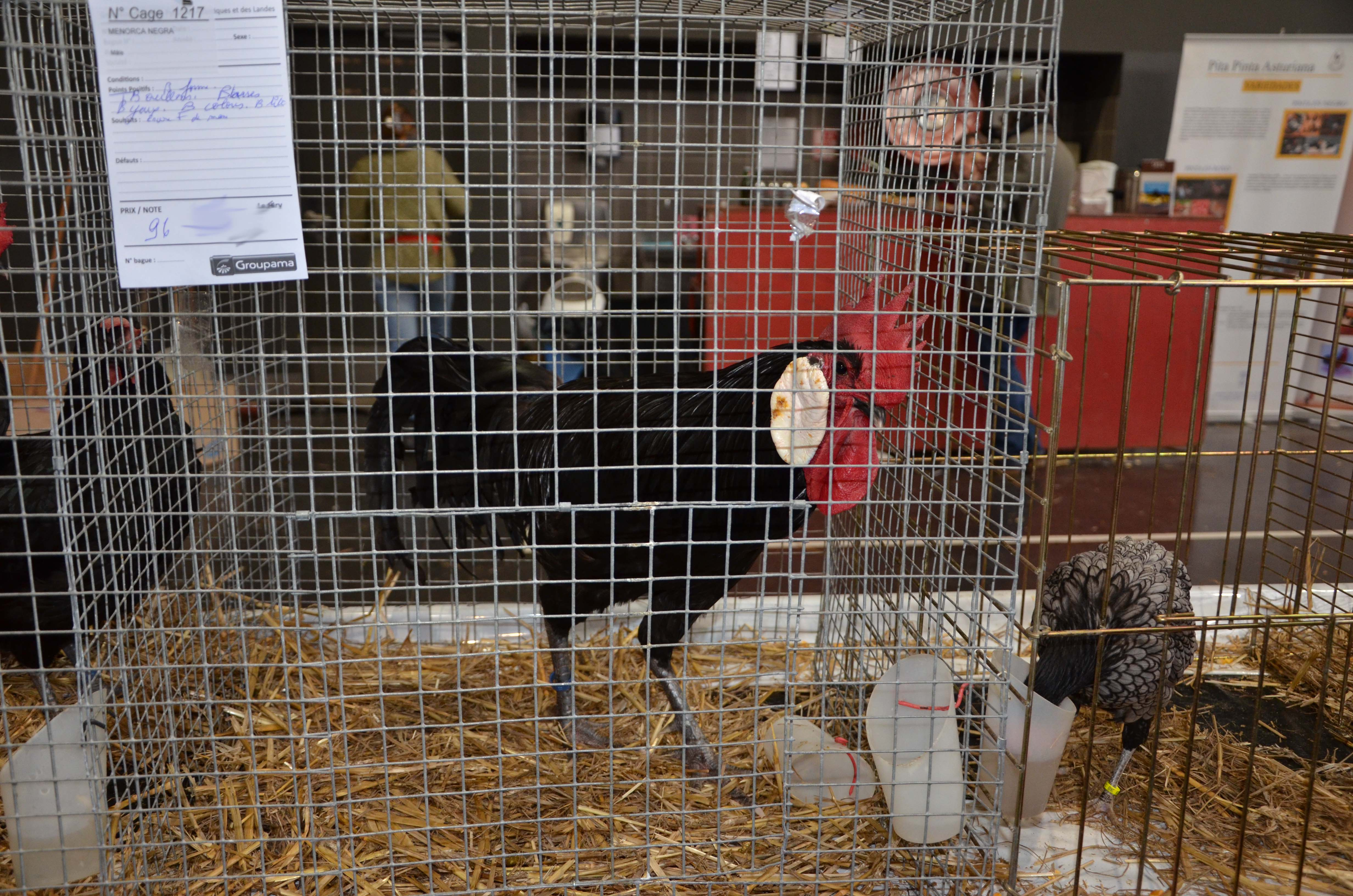
Coq noir.
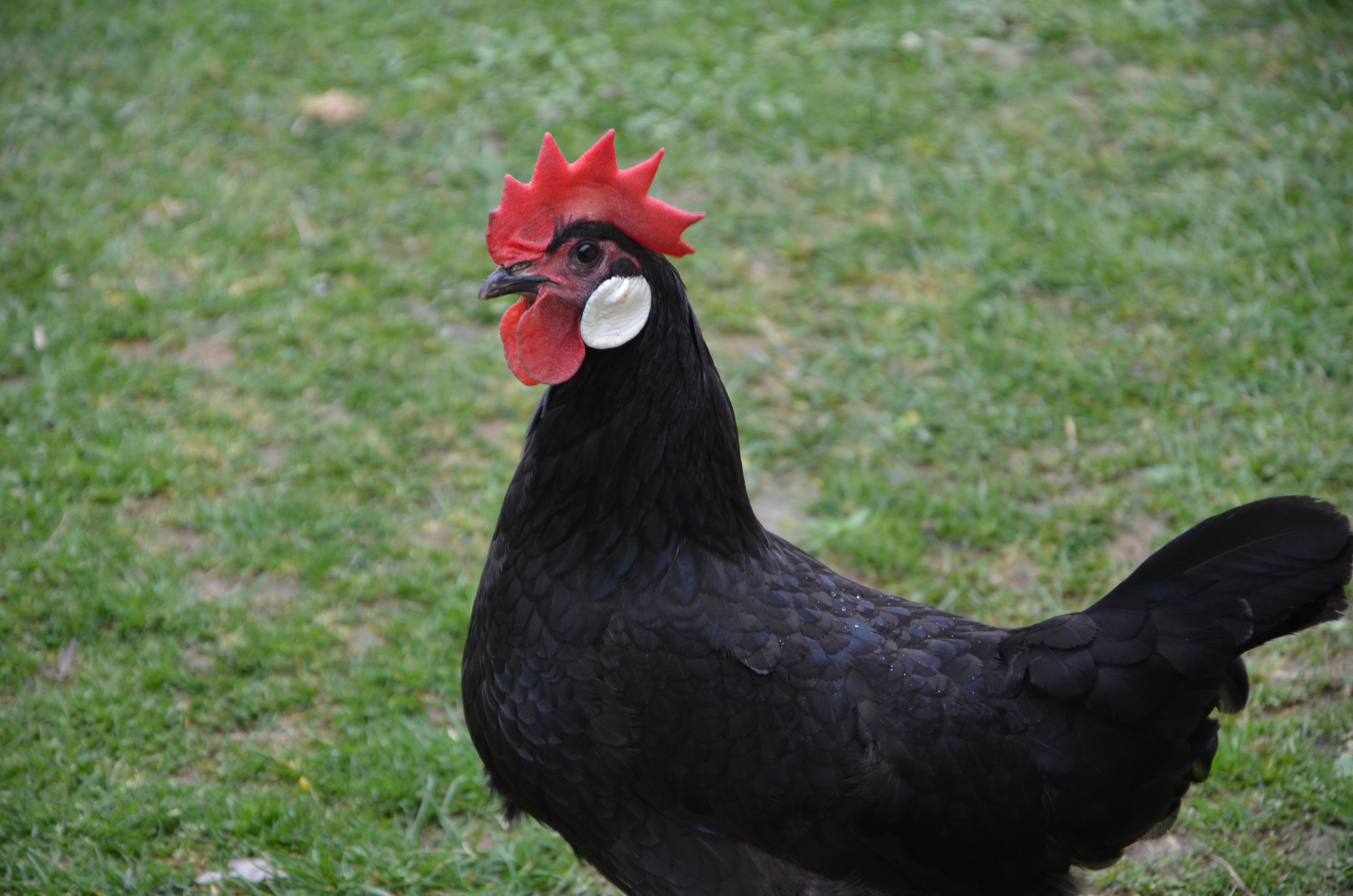
Poule noire.
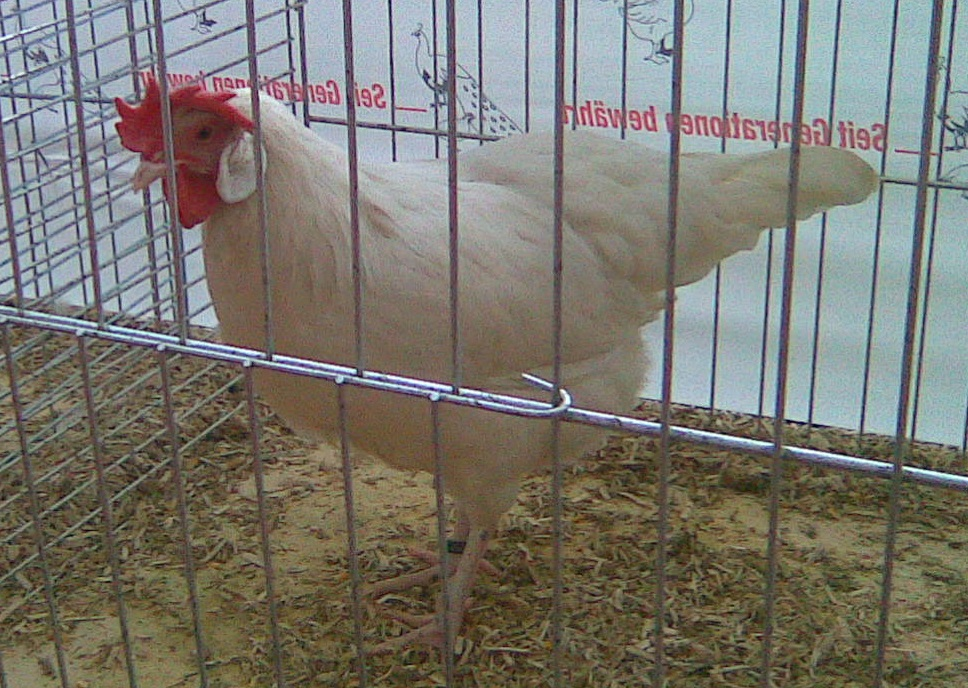
Poule blanche.
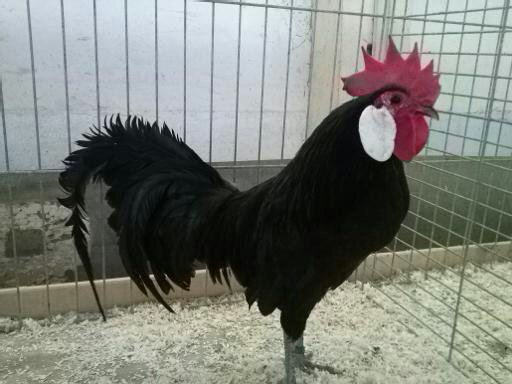
Coq noir nain.
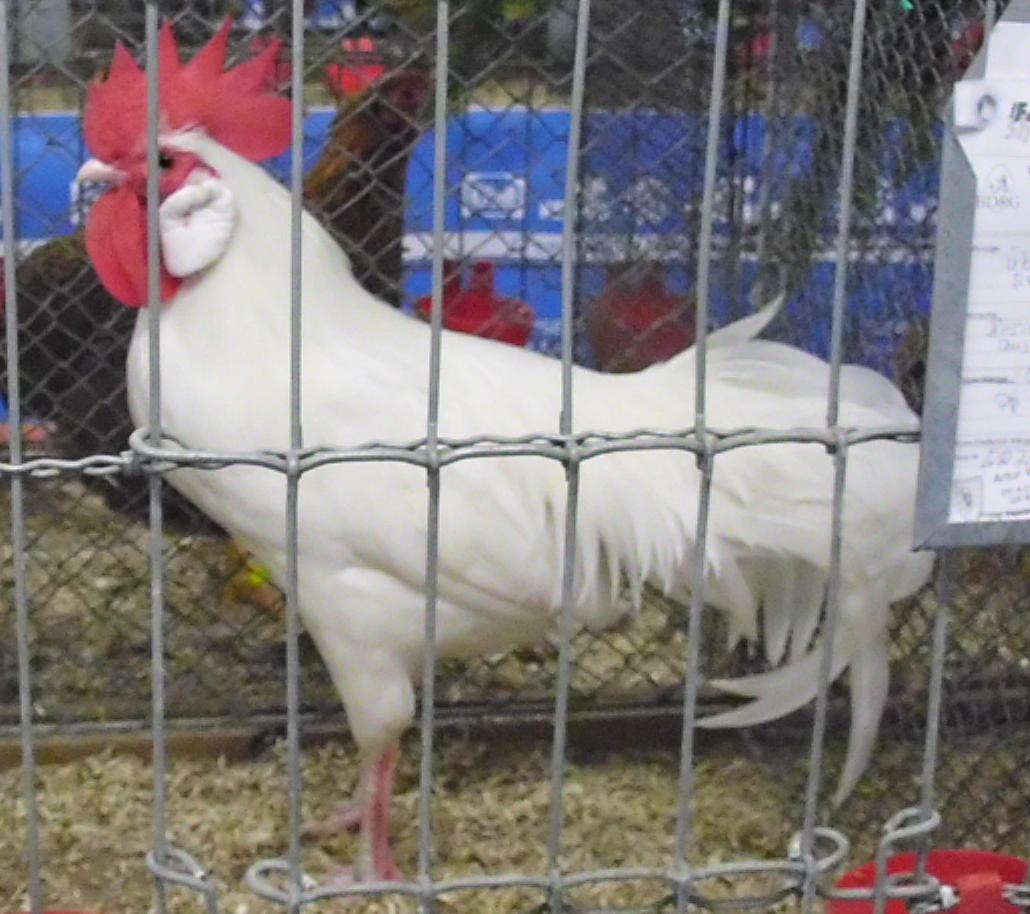
Coq blanc nain.
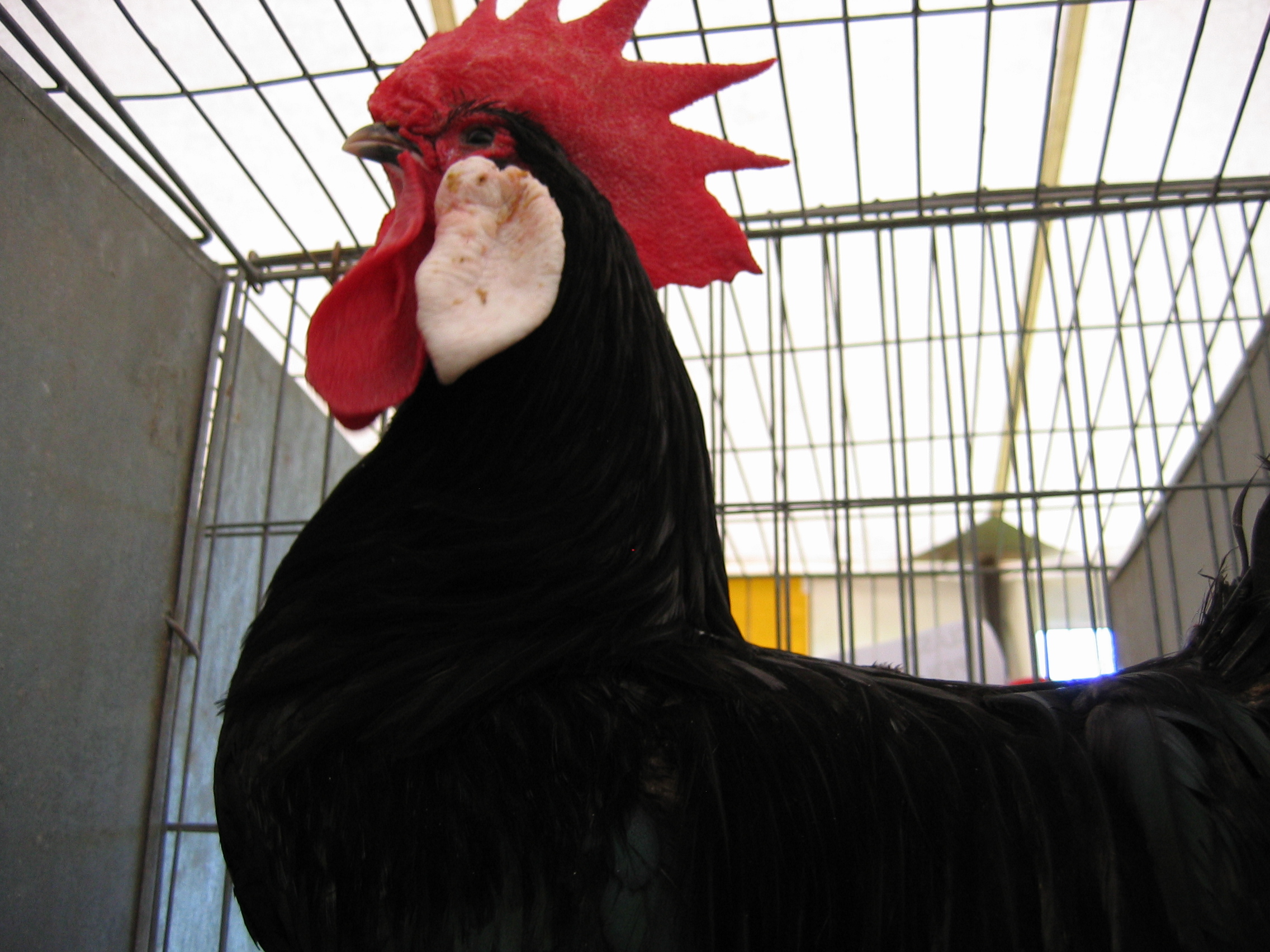
Coq noir.

## Référence littéraire
George Orwell fait s'exprimer trois poules de Minorque dans La Ferme des animaux (1945) qui se rebellent contre le régime de Napoléon.

## Sources
- Le Standard officiel des volailles (Poules, oies, dindons, canards et pintades), édité par la SCAF.